# Taravilla
Taravilla – gmina w Hiszpanii, w prowincji Guadalajara, w Kastylii-La Mancha, o powierzchni 60,68 km². W 2011 roku gmina liczyła 45 mieszkańców.